# 田北鎮周
田北 鎮周（たきた しげかね）は、戦国時代から安土桃山時代にかけての武将。大友氏の家臣。

## 経歴
田北氏は豊後国大友氏の庶流で直入郡田北村を本貫とする。早くから本家筋の大友義鎮（宗麟）に仕え、その偏諱を賜って鎮周と名乗る。武勇に優れ、1560年代には毛利氏との戦いで、永禄11年（1568年）には立花鑑載の反乱鎮圧や、小早川隆景率いる毛利軍との戦いで武功を挙げている。
天正6年（1578年）、耳川の戦いでは前哨戦である土持親成攻めでまたも武功を挙げるなど活躍する。その後も大友軍の先鋒として山田有信が守る日向国高城に攻め寄せたが、このとき大友軍は既に主君・宗麟がキリスト教に傾倒し、他の武将も戦意が低いなどの問題があった。このため、鎮周は味方を鼓舞するため無謀にも敵軍に突撃し、それに釣られる形で大友軍が出撃し陣形が伸びきったところを島津軍に突かれ大敗した。（耳川の戦い）享年36。これ以降、大友氏は没落することになる。

## その後の田北氏
鎮周の跡は吉弘氏から婿養子に入った鎮生（しげなり、のち統員に改名）が継承した（実子の鎮述（しげのぶ、日差城主）は早世していたものと思われる）。鎮周の戦死後の天正8年（1580年）、田北氏の惣領であった紹鉄が反乱を起こし討伐されると、統員が田北氏の家督を継承し、のち豊薩合戦の際に佐伯惟定と共に島津軍と抗戦した。その後、主君の大友吉統が改易されると、一時立花宗茂の家臣となって吉弘掃部介と称した。立花家改易後、統員は浪人して清成作平と改名し、寛永9年（1632年）には肥後国に移住して細川忠利に仕えたとされ、名を吉弘紹傳に改めた。統員の子・統生（むねなり）の家系は日差村の大庄屋として続いたともいわれている。